# Oberer Modriachwinkel
Oberer Modriachwinkel ist ein Ort in der Weststeiermark sowie eine Streusiedlung in der Marktgemeinde Edelschrott im Bezirk Voitsberg in der Steiermark.

## Lage und Geographie
Die Streusiedlung Oberer Modriachwinkel liegt im südlichen Teil der Marktgemeinde Edelschrott, im Osten der Katastralgemeinde Modriach an den nördlichen und westlichen Hängen des Reinischkogels, des Schrogentores und des Münzerkogels. Im Westen bildet der Obere Modriachwinkelbach die Grenze zur Streusiedlung Unterer Modriachwinkel. Das Dorf Modriach liegt im Nordwesten und die Streusiedlung Oberer Herzogberg befindet liegt nördlich.
Durch den Oberen Modriachwinkel verlaufen keine Hauptverkehrswege.

## Geschichte
Der heutige Ort entstand vermutlich bereits im Hochmittelalter und bestand ursprünglich aus Einzelhöfen mit Einödfluren. Er wird aber erstmals um 1790 im Josephinischen Lagebuch als Winkelried namentlich erwähnt. Der damalige Name dürfte sich von der Lage des Ortes in einem Winkel zwischen den Bergen und wahrscheinlich als Ried ausgeprägte oder mit Riedgras bewachsene Gegend ableiten. Der Namensteil -ried könnte sich aber auch von einer Rodung herleiten. Der Name Modriachwinkel findet erstmals 1883 Erwähnung.
Die Einwohner des Ortes gehörten bis zur Abschaffung der Grundherrschaften im Jahr 1848 unter anderem zum Amt Hohenburg der Herrschaft Hohenburg und wurde ansonsten denselben Grundherrschaften wie der Ort Modriach unterstellt. Der obere Modriachwinkel gehörte zum Werbbezirk der Herrschaft Lankowitz.
In Folge der Theresianischen Reformen wurde der Ort dem Grazer Kreis unterstellt und nach dem Umbruch 1848 war er bis 1867 dem Amtsbezirk Voitsberg zugeteilt. Mit der Konstituierung der freien Gemeinden im Jahr 1850 kam der Ort zu der freien Ortsgemeinde Modriach. Seit der Steiermärkischen Gemeindestrukturreform im Jahr 2015 gehört der Ort zu der Marktgemeinde Edelschrott.

## Wirtschaft und Infrastruktur
Der Ort Oberer Modriachwinkel ist land- und forstwirtschaftlich geprägt.
Der Ort ist durch die etwa 2,5 Kilometer nordwestlich gelegene L344, die Modriacherstraße, und die etwa 3 Kilometer entfernte Abfahrt Modriach der Südautobahn (A 2) an ein überregionales Wegenetz angeschlossen.